# Macaria abydata
Macaria abydata, comúnmente conocida (en inglés) como dot-lined angle o "ángulo de línea punteada", es una polilla perteneciente a la familia Geometridae. Es solo receientemente que la especie fue categorizada con el género Macaria anteriormente se combinada en el género Semiothisa. La frase en su nombre común "punteado" proviene de la evidencia de pequeños puntos a lo largo de la línea posmedial y, a veces, la línea medial, tanto del ala anterior como del ala posterior (anterior a la banda marginal).

## Descripción
Es una polilla pequeña con una envergadura de 22 a 27 milímetros (0,9 a 1,1 plg) y de color blanquecino cinéreo. La cabeza, la parte anterior del tórax y lado inferior del cuerpo son de color ocráceos. El collar tiene una delgada banda negra, mientras que la parte superior de la cabeza es de color naranja rojizo. Las antenas se ven minúsculamente setulosas. Las tibias posteriores son incrasadas con espolones muy cortos.

### Alas
El color de fondo de abydata es pálido, marrón amarillento, generalmente sombreado con marrón oscuro en la zona posmedial. Las alas son ligeramente iridiscentes e hialinas, con motas transversales cinéreas, líneas transversale ocráceas pálidas. Están cruzadas por tres líneas transversales marrón oscuro, bastante difusas u oscuras, mientras que el lado inferior cuenta con una línea exterior marrón.: Notas 1  Las alas anteriores apenas se ven con ángulos agudos, con su línea interior y raya discal ocráceas, la costa del ala cuenta con marcas negras y una mancha subcostal marrón cerca del lado exterior del ala. La zona posmedial suele estar marcada con una distintiva cadena de puntos marrón amarillento claro o grisáceo con sombreado más oscuro en el área subterminal, de ahí su nombre común. La mancha discal es una raya oblicua corta, tenue. 
Las alas posteriores son de color similar pero con una mancha discal negra prominente y un punto obvio en el ala aproximadamente a la mitad del margen exterior.
Tiene cierto parecido con Trigrammia quadrinotaria, que también posee manchas oscuras en las cuatro alas, pero es de un gris mucho más pálido y carece del sombreado oscuro que se encuentra en la zona subterminal de P. abydata.

## Distribución
Es nativa del norte de Argentina y Uruguay, distruibuida hasta Brasil, el Caribe y sur de Estados Unidos, desde Arizona hasta Florida, y se encuentra regularmente hacia el norte hasta Colorado, Kentucky y otros estados más septentrionales.
Es una de las seis especies de su género que se han registrado en América del Norte, la mayoría de las cuales son neotropicales y solo una se desplaza tan al norte como Carolina del Norte.

## Ecología
La especie se introdujo en el Pacífico y se ha propagado rápidamente desde entonces. La primera introducción se produjo en Hawái en 1970 (registrada luego en todas las islas principales en 1984). Se ha propagado ampliamente por Malasia y el Pacífico alimentándose de Lysiloma latisiliquum así como de al menos dos especies del género Stryphnodendron. Su propagación ha sido similar a la del psílido de la leucaena, Heteropsylla cubana. Su propagación se produjo de la siguiente manera:
- 1975: Yap, Micronesia central
- 1976: Islas Bonin (Chichi-jima, Haha-jima)
- 1977: Saipán, Micronesia central (1985)
- 1980: Isla de Okinawa
- 1983: isla de Taiwán
- 1985: Guam, Micronesia central (1985) Sulawesi (1986)
- 1986: Tonga (1985), Fiyi (1985), Islas Miyako, Luzón, Filipinas (1985)
- 1987: Nueva Caledonia (1985), Sabah, Malasia
- 1988: Samoa Occidental (1985)
- 1992: Hong Kong

Se han registrado plantas hospedantes de muchas familias, pero en los trópicos las leguminosas parecen ser las favoritas, particularmente Acacia, Albizia y sus aliadas. Las plantas hospedantes de las larvas en su área de distribución natural son Vachellia farnesiana, Cassia, Sesbania, Parkinsonia aculeata y Glycine max. Se han observado larvas en Acacia koa y en Lysiloma latisiliquum y Litchi chinensis, especies que han sido introducidas en Hawái. En los trópicos indoaustralianos, se ha criado a partir de Leucaena y Mimosa diplotricha.
Algunas especies pueden ser plagas menores en la silvicultura cuando se plantan dichas leguminosas. Las larvas de Macaria abydata pueden causar defoliación, reduciendo la fotosíntesis de las plantas. La gravedad varía de leve a grave, dependiendo del número de larvas en la localidad.